# كياي

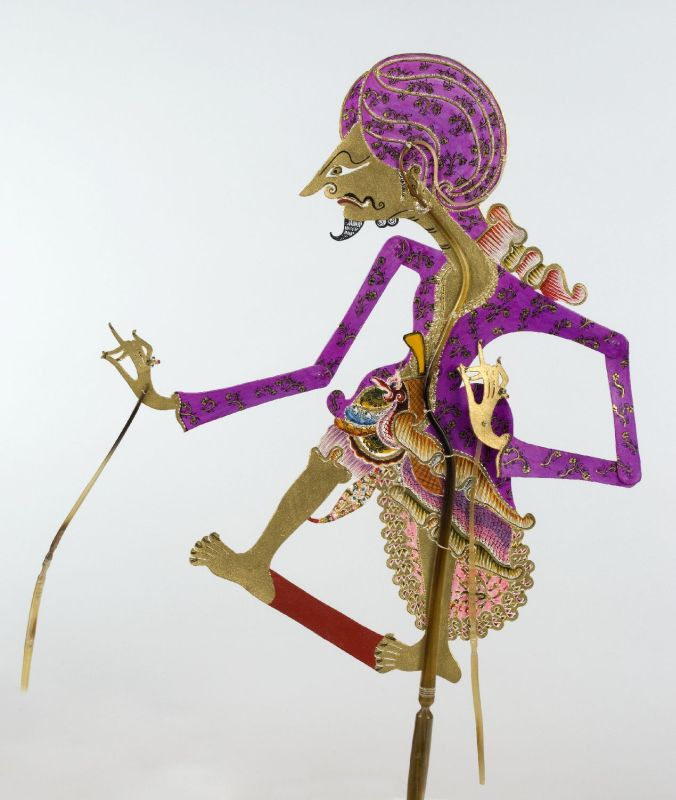

الكياي (بالإندونيسية: kyai)‏ هو لقب إندونيسي يُطلق على القيادات الدينية في إندونيسيا، وفي جزيرة جاوة على الخبير في الإسلام.